# 82º Reggimento fanteria "Torino"
L'82º Reggimento Fanteria "Torino" è un'unità dell'Esercito Italiano di stanza a Barletta; il suo motto è "Credo e Vinco" ed è parte della Brigata meccanizzata "Pinerolo".

## Storia

### Le origini
Il 1º novembre 1884 si forma la Brigata "Torino" per la quale è costituito l'81º e 82º Reggimento Fanteria. Il reggimento fornisce personale per la campagna d'Eritrea (1895 - 96) e partecipa al completo alla campagna di Libia dal 1911 al 1913 meritando una Medaglia d'Argento al Valor Militare.

### Nella prima guerra mondiale
Allo scoppio della prima guerra mondiale combatte sul fronte dolomitico, in particolare sul Col di Lana, Volkowniak, Capo Sile, Piave Vecchio, Piave nuovo, Stenico e Val Giudicarie. Viene decorato con l'Ordine Militare d'Italia e la seconda Medaglia d'Argento al Valor Militare.
In attuazione dell'ordinamento 1926 è sciolto il 31 ottobre dello stesso anno.

### Nella seconda guerra mondiale
Ricostituito il 1º luglio 1938 come 82º Reggimento fanteria "Torino" entra nella prima grande unità binaria "tipo" che inquadra anche l'81º fanteria ed il 52º artiglieria e nel 1939 la stessa diventa Divisione fanteria "Torino".
Partita per la Russia nel 1941 seguirà l'epopea del Corpo di spedizione durante la campagna italiana di Russia, al ritorno dalla quale tutta la divisione sarà soppressa nel febbraio 1943.
Nel giugno 1943 la Divisione "Veneto" cambia denominazione in Divisione "Torino" ed il 256º fanteria diventa 82º Reggimento fanteria, ma è ancora sciolto nel settembre 1943.

## Tempi recenti
Il 1º settembre 1950 si ricostituisce a Forlì l'82º Reggimento fanteria "Torino" in seno alla Divisione di Fanteria "Trieste". Impiegato nel Raggruppamento "T" costituito in occasione della riconsegna di Trieste all'Italia nel 1954, allo scioglimento di quest'ultimo passa in forza alla Divisione fanteria "Folgore", acquisendo fregio e mostrine peculiari della divisione nonché l'adozione del basco, ai tempi copricapo speciale, accasermandosi prima a Trieste e quindi a Gorizia. Verrà sciolto il 19 ottobre 1975, tranne il II battaglione, denominato 82º Battaglione meccanizzato "Torino", di stanza a Cormons, al quale vengono affidati bandiera e tradizioni reggimentali. Assegnato alla Brigata meccanizzata "Gorizia" della Divisione meccanizzata "Folgore", ne segue l'evoluzione che porterà allo scioglimento delle due Grandi Unità.
Il 3 settembre 1992, il Battaglione è inquadrato nel ricostituito 82º Reggimento fanteria "Torino" e passa alle dipendenze della Brigata corazzata "Ariete", con sede a Cormons. Dal novembre 2002 il Reggimento si ridisloca in Barletta nella Caserma Ruggiero Stella alle dipendenze della Brigata corazzata "Pinerolo".

## L'82º Reggimento fanteria "Torino" oggi

Fregio dell'Arma di Fanteria dell'Esercito Italiano (usato per la Fanteria di Linea)

## Dipendenza
L'82º Reggimento fanteria "Torino" fa parte della Brigata meccanizzata "Pinerolo", che a sua volta dipende gerarchicamente dal Comando Forze operative Sud

## Struttura
- Comando di reggimento;
- Compagnia comando e supporto logistico;
- 1º battaglione meccanizzato “Sciara Sciat” (articolato in 4 compagnie);
  - 1 ^ Compagnia Fucilieri “Puma”
  - 2 ^ Compagnia Fucilieri “Squali”
  - 3 ^ Compagnia Fucilieri “Cobra”
  - Compagnia di supporto alla manovra “Grifi”

## Soccorso alla popolazione
- Febbraio 2012: aliquote di personale e mezzi dell'82º Rgt. "Torino" sono mobilitate per l'emergenza maltempo nelle province di Barletta-Andria-Trani in particolare nella località di Spinazzola.[1]

## Onorificenze
Nella sua storia il 82º Reggimento fanteria "Torino" ha meritato le seguenti onorificenze alla bandiera:

## Campagne operative
- 1885-1895, Campagna d'Eritrea
- 1911-1912, Guerra italo-turca
- 1915-1918, Prima guerra mondiale
- 1940-1943, Seconda guerra mondiale
- 1943-1945, guerra di liberazione
- 1954, Ritorno di Trieste all'Italia

## Stemma
Scudo: Partito d'azzurro e d'argento al toro furioso partito d'oro e d'azzurro, sormontato in capo nel primo punto da tre stelle d'argento poste in fascia. Il tutto al capo d'oro con il quartier franco d'azzurro caricato del tridente bizantino d'Ucraina d'oro.
Corona turrita.
Ornamenti esteriori: lista bifida: d'oro, svolazzante, collocata sotto la punta dello scudo, incurvata con la concavità rivolta verso l'alto, riportante il motto: "CREDO E VINCO".
onorificenza: accollata alla punta dello scudo con l'insegna dell'Ordine Militare d'Italia pendente al centro del nastro con i colori della stessa.
nastri rappresentativi delle ricompense al Valore: una medaglia d'oro, tre medaglie d'argento, una medaglia di bronzo al valore dell'esercito sono annodate nella parte centrale non visibile della corona turrita, scendenti svolazzanti in sbarra ed in banda dal punto predetto, passando dietro la parte superiore dello scudo.

## Insegne e Simboli
- Il Reggimento indossa il fregio della Fanteria (composto da due fucili incrociati sormontati da una bomba con una fiamma dritta). Al centro nel tondino è riportato il numero "82".
- Le mostrine del reggimento sono rettangolari di colore azzurro con banda centrale gialla. Alla base della mostrina si trova la stella argentata a 5 punte bordata di nero, simbolo delle forze armate italiane.

## Festa del reggimento
- La festa del reggimento si svolge il 16 gennaio, anniversario della battaglia di Tscherkowo 1943.

## Armi e mezzi in dotazione

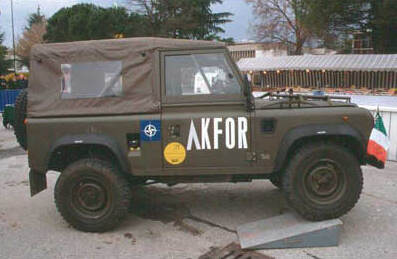
AR 90

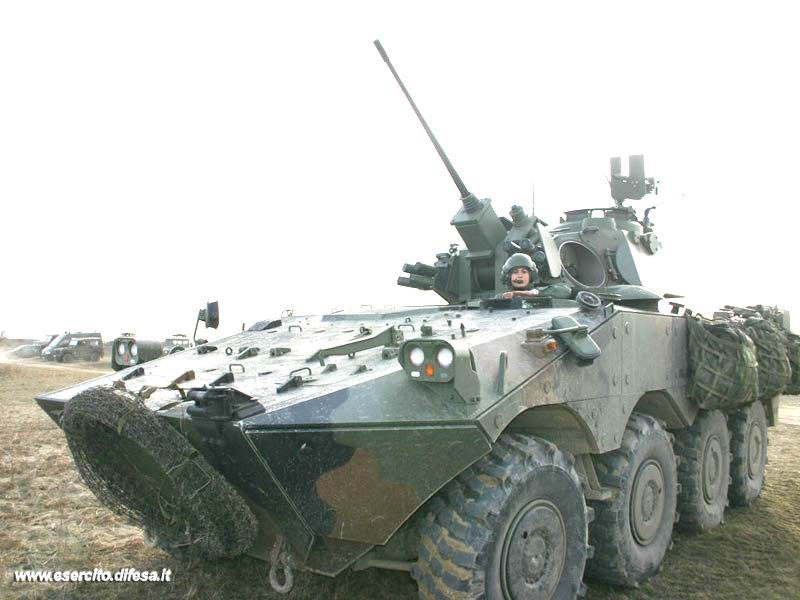
VBM Freccia

Informazioni ricavate dalla pagina dell'82º Reggimento fanteria "Torino" sul sito dello Stato Maggiore dell'Esercito.

### Armamento
- Pistola automatica "BERETTA 92 FS" cal.9
- Fucile d'assalto "AR 70/90" cal. 5,56
- Fucile d'assalto "ARX 160" cal. 5,56
- Arma di reparto "MINIMI" cal. 5,56
- Arma di reparto "MG 42/59" cal. 7,62 NATO
- Arma di reparto Browning cal. 12,7
- OD 82/SE
- Mortaio rigato da 120 mm
- Lanciarazzi anticarro "Panzerfaust 3"
- Mortaio COMMANDO da 60 mm

### Mezzi
- Land Rover AR 90
- VBM Freccia
- VTLM Lince
- VM90